# Mangovník indický

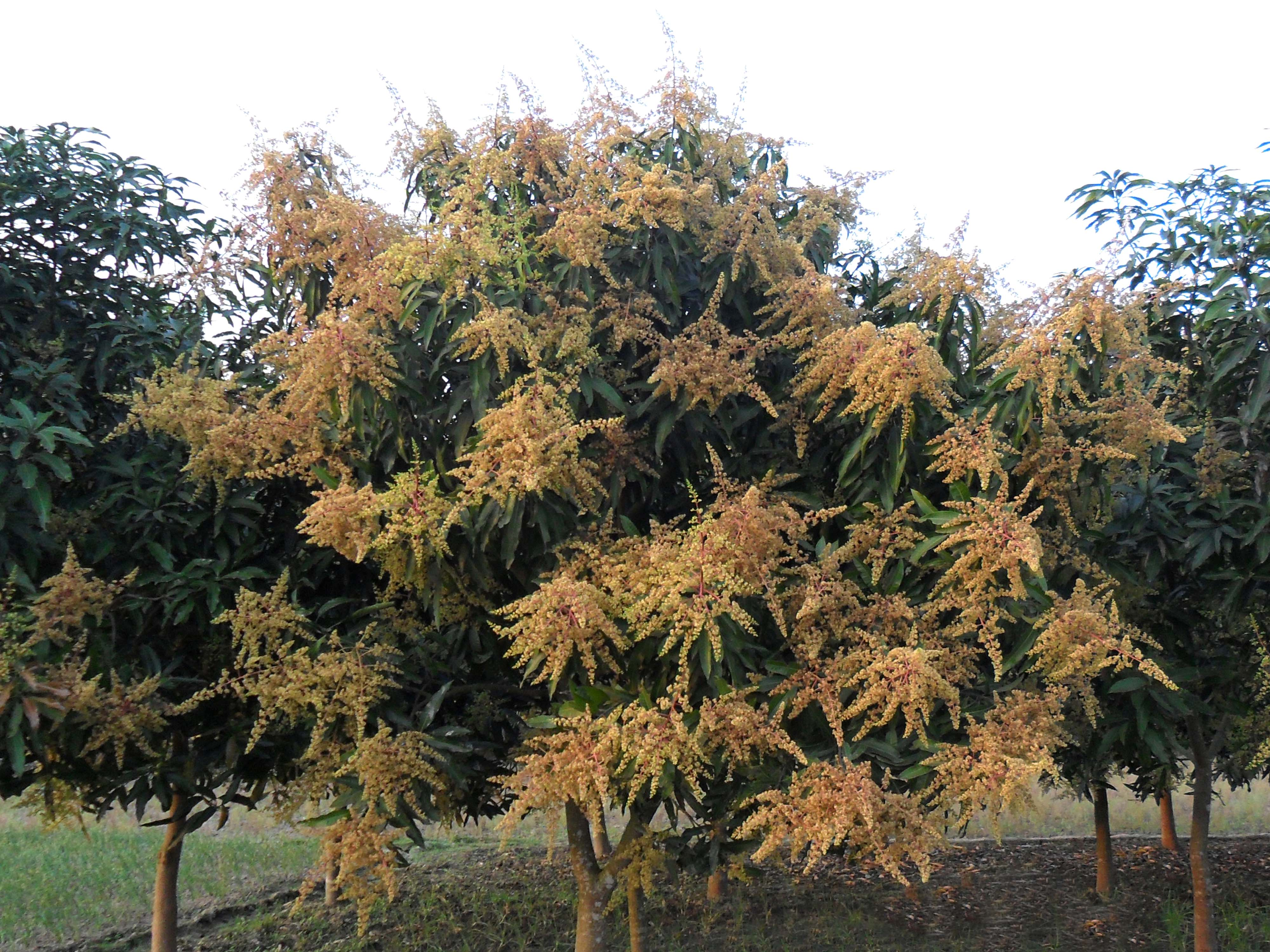
Rozkvetlý mangovník indický

Mangovník indický (Mangifera indica) je stálezelený, dlouhověký strom rostoucí ve vlhkých, monzunových tropických a hodně teplých subtropických oblastech. Je jedním z asi 70 druhů indomalajského rodu mangovník. Pro své chutné plody, manga, se pěstoval již dlouho před naším letopočtem, jsou o něm zmínky v hinduistické literatuře z před čtyř tisíciletí. Pro buddhisty je zase posvátným stromem, je symbolem lásky, plodnosti a přátelství a věří, že v jeho stínu meditoval sám Buddha.

## Rozšíření
Tento druh, nejznámější a nejrozšířenější z rozsáhlého rodu mangovník, pochází z jižní Číny, Tchaj-wanu a zemí indického subkontinentu a jihovýchodní Asie (Bangladéše, Indie, Kambodže, Laosu, Malajsie, Myanmaru, Nepálu, Singapuru, Srí Lanky, Thajska a Vietnamu).
S rozvojem obchodu spojeného s cestováním se pro lahodné plody dostal do tropických oblastí po celém světě. Ještě před počátkem letopočtu byl rozšířen po jihovýchodní Asii, před tisíci léty se dostal do Afriky a na počátku 16. století byl Portugalci dovezen do Brazílie, odkud se dostal do Západní Indie a postupně do celé tropické Ameriky. Byl zavezen také do Austrálie, na Havaj a další ostrovy v Tichomoří.

## Ekologie
Pro zdárný růst a tvorbu plodů potřebuje dostatek tepla a vlhkosti, na kvalitu půdy není náročný, dobře roste i v písku a štěrku; v hodně výživné půdě bujně roste a méně kvete a plodí. Vyskytuje se v nadmořských výškách od mořské hladiny po 1200 m, ve vlhkých údolích, podél břehů vodních toků, v pobřežních lesích i na vlhkých pastvinách. Samovolně se rozšiřuje do opuštěných zahrad a plantáží. Rozkvétá obvykle v období dešťů, dožívá se i 300 let.

## Popis
Stálezelený strom, 10 až 30 m vysoký, s kmenem tlustým 60 až 120 cm a s hustou korunou oválného nebo kulovitého tvaru, která může být široká i 30 m. Široce rozložený kořenový systém má několik kotevních kořenů sestupujících do hloubky až 6 m. Jeho kůra je šedá nebo šedavě hnědá, větvičky jsou zbarveny hnědě a jsou porostlé kožovitými, ve spirále vyrůstajícími jednoduchými listy s řapíkem i 6 cm dlouhým. Mladé listy jsou žluté až bronzově červené, později tmavě zelené a oboustranně lesklé. Jejich čepele jsou podlouhle kopinaté či eliptické, 10 až 30 cm dlouhé a 3 až 10 cm široké, u báze klínovité, po obvodě celistvé a zvlněné, na koncích špičaté neb tupé a mívají 12 až 25 párů postranních, oboustranně vystouplých nažloutlých žilek. Listy vytrvávají na stromech po několik let.
Drobné květy, asi 6 mm velké, vyrůstají ve vzpřímených pyramidálních latách 20 až 50 cm dlouhých. Květenství bývají hustá a obsahují několik tisíc zelenožlutých nebo narůžovělých květů, některé jsou samčí a jiné oboupohlavné. Pětičetné květy s drobnými listeny a kratičkými stopkami mají kalich s vejčitě kopinatými lístky dlouhými 3 mm a korunu s podlouhle vejčitými lístky dlouhými 4 mm. V květu bývá jedna plodná tyčinka a čtyři patyčinky. Semeník je kulovitý a má excentricky umístěnou čnělku s jednoduchou bliznou, v samčích květech chybí. Ploidie druhu je n = 20.

## Opylování
Mladé stromy začínají kvést v 10 až 15 létech, některé ještě plodí i ve věku blížícím se třem stoletím. Mnozí jedinci kvetou každoročně, jiní ob jeden rok a někteří zcela nepravidelně, někdy rozkvete jen část stromu; předpokládá se podstatný vliv počasí. Za optimálních podmínek naopak vykvetou i dvakrát ročně.
Z celého květenství se v plod vyvine jeden, nejvýše pět květů. Za nejúčinnější opylovače jsou považovány včely, květy také navštěvuje další létající hmyz, mravenci i netopýři nacházející v květech nektar. Květy se mohou s úspěchem opylit vlastním pylem, přesto bývá až 85 % oboupohlavných květů neopyleno a jen 0,1 % z opylených květů dozraje v plod. Protože stromy kvetou v období dešťů je předpoklad, že pyl bývá poškozen vlhkem.

## Plody
Plod je peckovice nestejného tvaru, bývá podlouhlá, vejcovitá, kulovitá nebo ledvinovitá, více či méně nesymetrické, až 25 × 10 cm velká a visí na dlouhé stopce. Zralosti dosáhne za čtyři až pět měsíců po opylení. Zpočátku má pevnou slupku (exokarp) modravě zelenou, která později žloutne a stává se načervenalou nebo nafialovělou. Masitá dužina (mezokarp) je zářivě žlutá a obaluje jedno velké, ploché semeno v dřevnaté pecce (endokarpu), která představuje 20 až 25 % hmotnosti plodu.

## Rozmnožování
Nové rostliny snadno vyrostou ze semen, která nejlépe klíčí z plodů plně vyzrálých a po vyjmutí a očištění ihned zasazených. Pecka se opatrně otevře, semeno se ošetří fungicidním roztokem a do vlhkého písku se zasadí na plocho tak, aby mírně čnělo z půdy, vyklíčí za dva až tři týdny. Sadí se do nádoby s pevným dnem, jinak semenáč bude mít svislý kořínek dvou až třínásobně delší než nadzemní část a špatně se přesazuje.
Pro zachování vyšlechtěných vlastností se musí semenáče roubovat. Je důležité, aby požadovaná odrůda byla naroubována na tu správnou, speciálně pro ní pěstovanou podnož. Používá se také řízkování, kde je úspěšnost zakořenění nižší než 40 %.
Ve volné krajině jsou semena roznášena jak ptactvem, tak i létajícími či čtyřnohými savci konzumujícími jeho plody. Protože ve vlhkých, tropických oblastech spolehlivě klíčí, stává se mangovník indický v některý zemích nekontrolovaně se šířící invazní rostlinou, např. v Singapuru, Jihoafrické republice, Brazílii, Kostarice, Austrálii, na Galapágách, Portoriku, Havaji a dalších pacifických ostrovech.

## Význam
Plody mangovníku indického jsou citlivé na otlak, po kterém černají a zahnívají, sklízejí se proto ručně. Jedí se po vyjmutí pecky buď jako předkrm nebo dezert, bývají součásti ovocných salátů nebo přísadou ovocných krémů či zmrzlin. Oloupané plody se konzervují v sirupu nebo se mrazí, vyrábějí se z nich marmelády, pyré a různé nápoje. Některé plody mají vláknitou strukturu a jejich dužina je velice tuhá, u těch se v plné zralosti uřízne spodní část a vymačkává se šťáva. Větrem posrážené nezralé plody se používají pro výrobu želé nebo se nakrájené suší na slunci pro pozdější použití v kuchyni.. Výběr vhodných odrůd je zásadním faktorem při zpracování manga pro různé účely.
Pro ochranu před ptactvem a kaloni se plody sklízejí ještě zelené a nechávají se asi týden až dva dozrávat na slámě, po utržení se na ochranu před houbovitými chorobami a pro smytí toxických látek máčejí ve vodě teplé 50 °C. Pro vybarvení povrchu bývají plody vystaveny nejméně den působení etylénu. Dozrálé plody lze skladovat dva až tři týdny při teplotě okolo 20 °C, teploty pod 13 °C jej poškozují.
Existuje přes 1000 odrůd, přitom jen v Indii okolo 550, jejich plody se liší velikosti, tvarem, barvou, chuti a dobou zrání, stejně jako velikosti stromu a náročnosti na vláhu a teplo. Výtěžnost závisí na prostředí, odrůdě i stáří stromu, ve věku 20 let je u kvalitních odrůd průměrný roční výnos 250 plodů, starší stromy dávající až 1500 plodů. Na Portoriku se na plantážích sklidí z jednoho hektaru, v závislosti na odrůdě, asi 28 až 67 tun, průměrný výnos na Floridě bývá 30 t/ha.
Dřevo stromů, šedě nebo zeleno-hnědě zbarvené, má hrubou strukturu, je středně pevné, tvrdé a odolává vodě. Používá se pro stavební trámy, lodě, zemědělské nářadí, překližky, dělají se z něj různé bedny i kvalitní dřevěné uhlí. Kůra obsahuje až 20 % tříslovin a používá se na žluté nebo zářivě růžové barvivo.
Plody jsou velkým zdrojem karotenů, vitamínu C, vitamínu K, draslíku a řady antioxydantů i vlákniny. V lidovém léčitelství se již po dlouhá období používají sušené květy k ukončení průjmu, k léčení úplavice a nemocí močového měchýře. Kůra má svíravé účinky a působí proti revmatismu. Pryskyřice se aplikuje na trhliny v kůži, proti svrabu i syfilisu.

## Toxicita
Dřevina mangovník indický je pro citlivé lidi toxická. Ze slupky a stonku nezralého plodu vytéká světlá pryskyřice obsahující kyseliny i saponiny a stejně jako míza stromu způsobuje otoky kůže a vyvolává poškození sliznic. Citliví lidé nemají mango trhat ani ho loupat, dužina ale žádné škodliviny neobsahuje. Listy obsahují nevhodné glykosidy a jejich kontinuální konzumace zvířaty má fatální následky. V období kvetení způsobují silice vypařující se z květů, u dlouhodobě se v blízkosti zdržujících osob, svědění očí, otoky obličeje a dýchací potíže. Dřevo stromů se nepoužívá v krbech nebo při vaření, jeho kouř je velmi dráždivý.

## Galerie

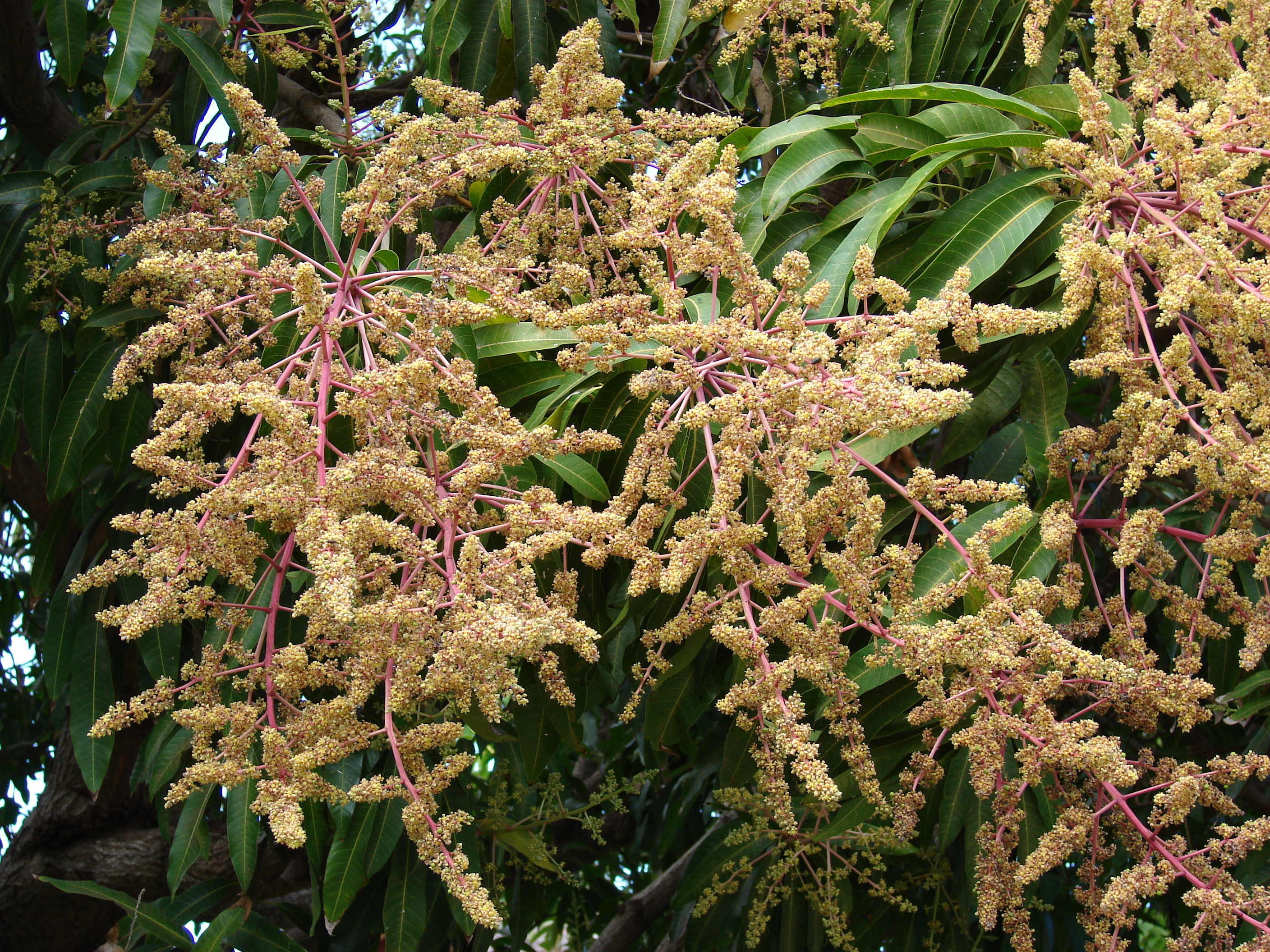
Květenství
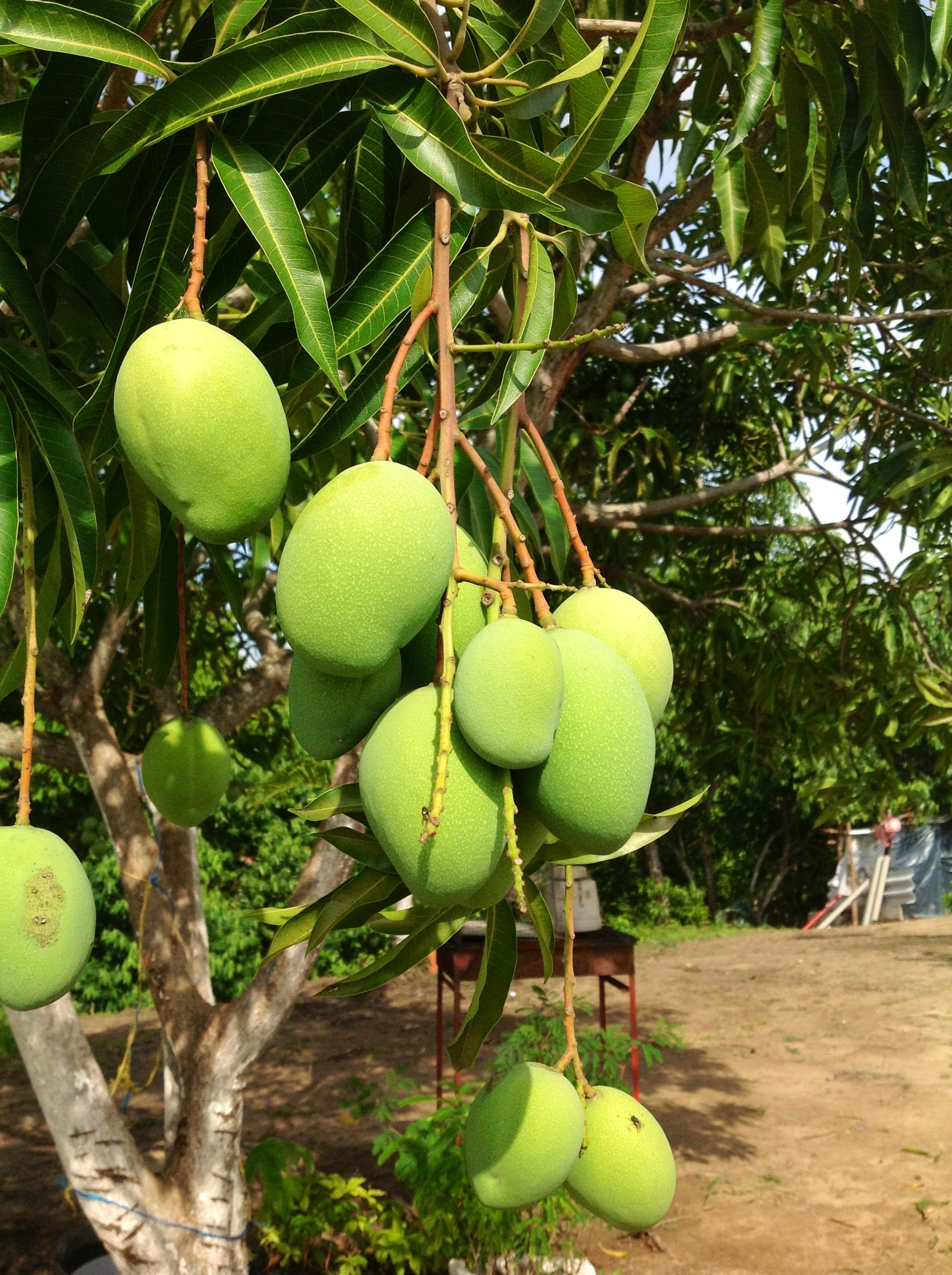
Nezralé plody
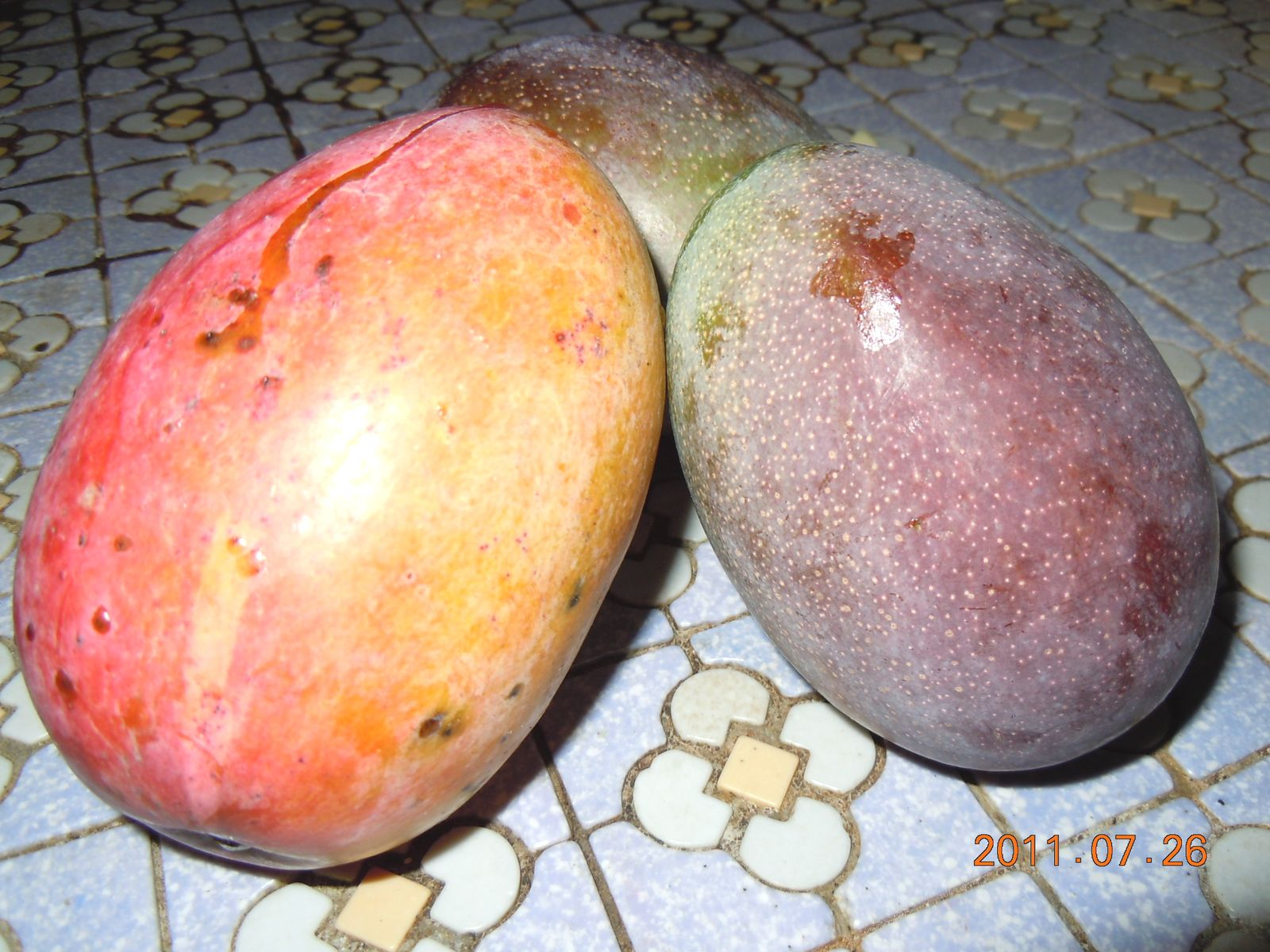
Zralé plody
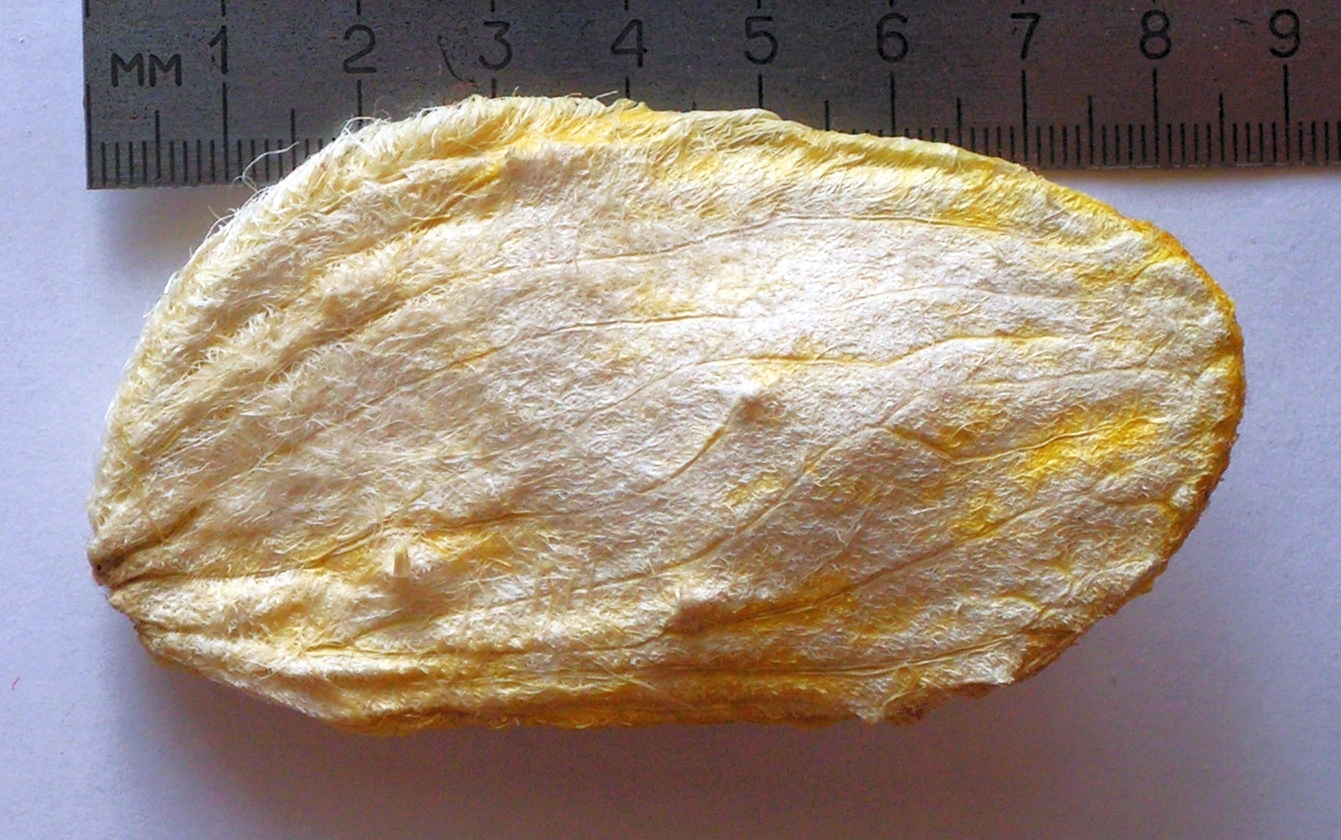
Pecka